# اوسیگورانژ
اوسیگورانژ (انگلیسی: osiguranje) شرکت بیمه کروات است، که در سال ۱۸۸۴ تأسیس شد.